# Parque nacional de Matobo
El Parque Nacional de Matobo o Matopos, forma el núcleo de las colinas de Matobo (Matopos Hills), un área formada por cerros testigo de granito, rocas equilibradas y valles boscosos situada a unos 35 kilómetros al sur de Bulawayo, en Zimbabue. El parque es también un área de conservación de la naturaleza, se encuentra incluido en las colinas de Matobo; abarca un área de 205.000 ha y fue declarado Patrimonio de la Humanidad por la Unesco en el año 2003. Tiene una extensión de 424 kilómetros cuadrados, mientras que las colinas o montes de Matobo ocupan un área de más de 3 000 kilómetros cuadrados.
Esta región tan singular se formó hace unos dos mil millones de años, cuando el granito se vio forzado a subir a la superficie y dio lugar a un paisaje lleno de cerros testigo formados por grandes cantos rodados. El punto más alto del parque es un promontorio llamado Gulati, de 1.549 m de altitud, en la esquina nordeste del parque.

## Historia

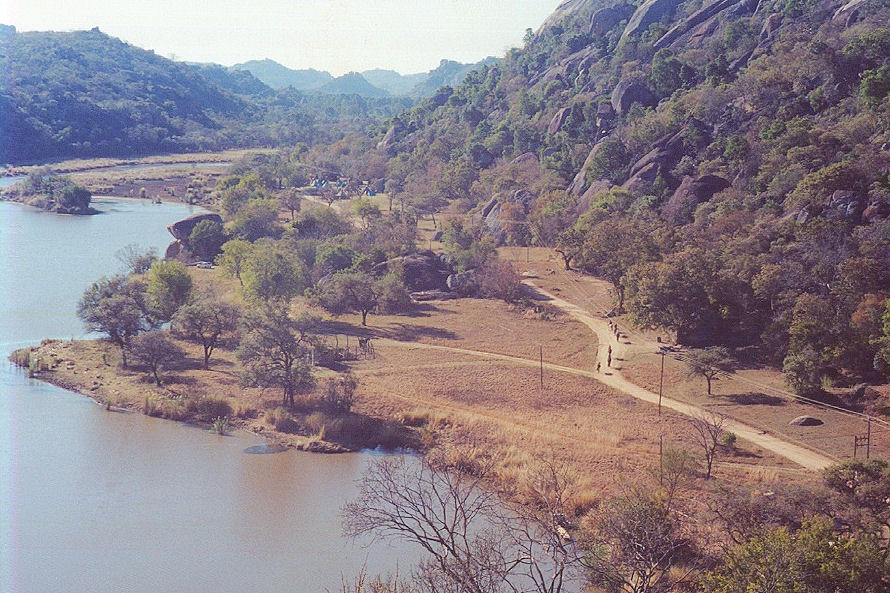
Maleme, uno de los cámpines del parque.

El Parque Nacional de Matobo es el más viejo de Zimbabue, establecido en 1926 con el nombre de Rhodes Matopos National Park por Cecil Rhodes. Entonces ocupaba una extensión mayor, pero se renegoció para dar asentamiento a la población local y se separaron las tierras comunales de Khumalo y Matobo. Más tarde, sin embargo, se incrementó con la adquisición de las granjas World's View y Hazelside al norte.

## Flora y fauna
El conjunto de las colinas posee una vegetación muy variada; en el parque nacional se han reconocido doscientas especies de árboles, especialmente acacias. La fauna comprende 175 especies de aves, 88 de mamíferos, 39 de serpientes y 16 de peces. Entre los más destacables figuran el rinoceronte blanco, el antílope sable, el impala, la jirafa, la cebra, el ñu y el leopardo. La abundancia de leopardos es la mayor del mundo, debido a la abundante presencia de hyrax, que representan el 50% de su dieta. Es muy abundante también el águila negra. Al oeste del parque se ha reintroducido el rinoceronte negro.